# Lemington
Lemington és una població dels Estats Units a l'estat de Vermont. Segons el cens del 2000 tenia 107 habitants.

## Demografia
Segons el cens del 2000, Lemington tenia 107 habitants, 49 habitatges, i 34 famílies. La densitat de població era d'1,2 habitants per km².
Dels 49 habitatges en un 22,4% hi vivien nens de menys de 18 anys, en un 61,2% hi vivien parelles casades, en un 8,2% dones solteres, i en un 30,6% no eren unitats familiars. En el 28,6% dels habitatges hi vivien persones soles el 20,4% de les quals corresponia a persones de 65 anys o més que vivien soles. El nombre mitjà de persones vivint en cada habitatge era de 2,18 i el nombre mitjà de persones que vivien en cada família era de 2,68.
Per edats la població es repartia de la següent manera: un 22,4% tenia menys de 18 anys, un 2,8% entre 18 i 24, un 20,6% entre 25 i 44, un 27,1% de 45 a 60 i un 27,1% 65 anys o més.
L'edat mediana era de 52 anys. Per cada 100 dones de 18 o més anys hi havia 93 homes.
La renda mediana per habitatge era de 35.417 $ i la renda mediana per família de 47.500 $. Els homes tenien una renda mediana de 28.750 $ mentre que les dones 24.063 $. La renda per capita de la població era de 17.146 $. Cap de les famílies i l'1,3% de la població estaven per davall del llindar de pobresa.